# Arroz matta

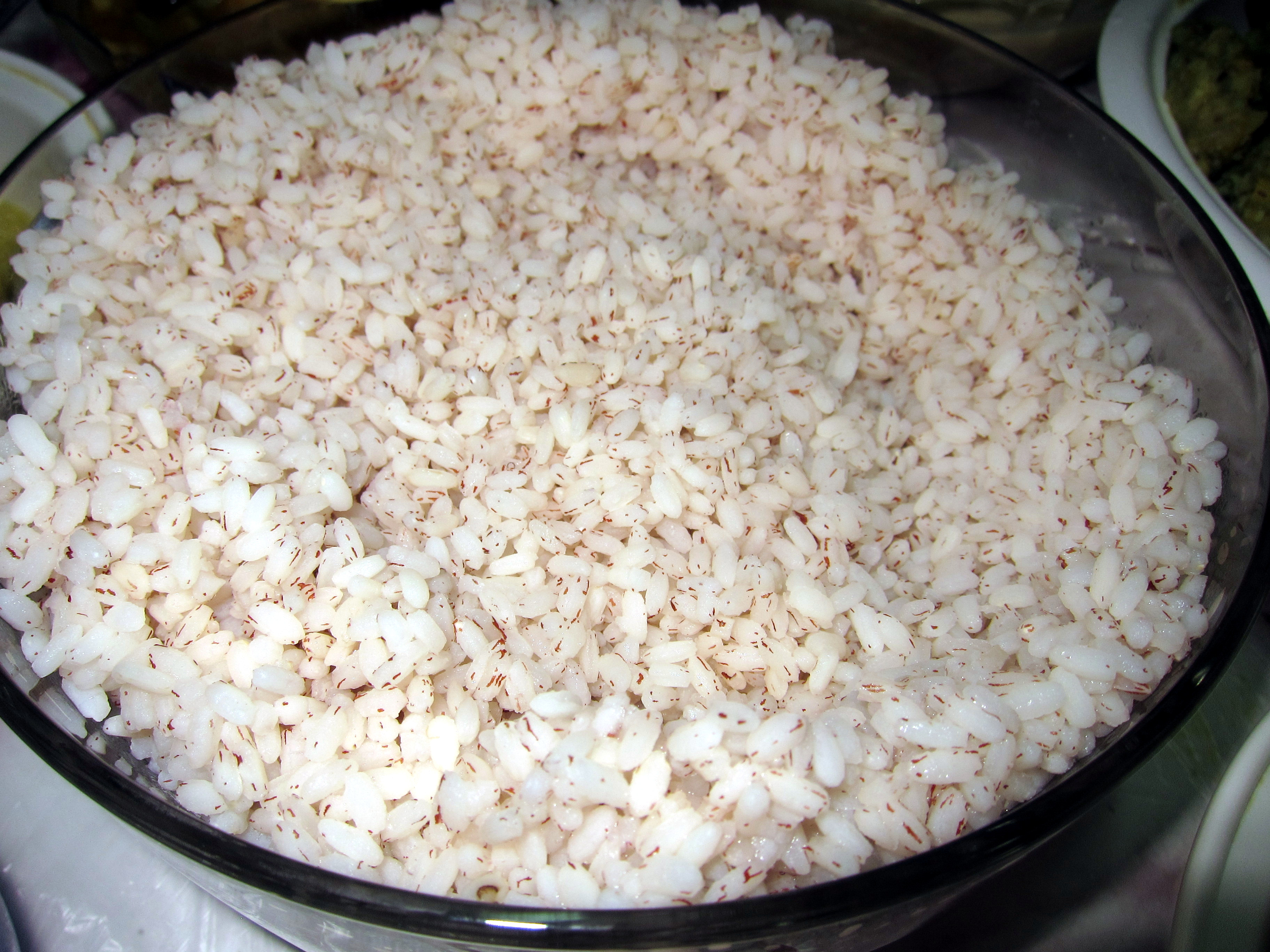
Arroz matta

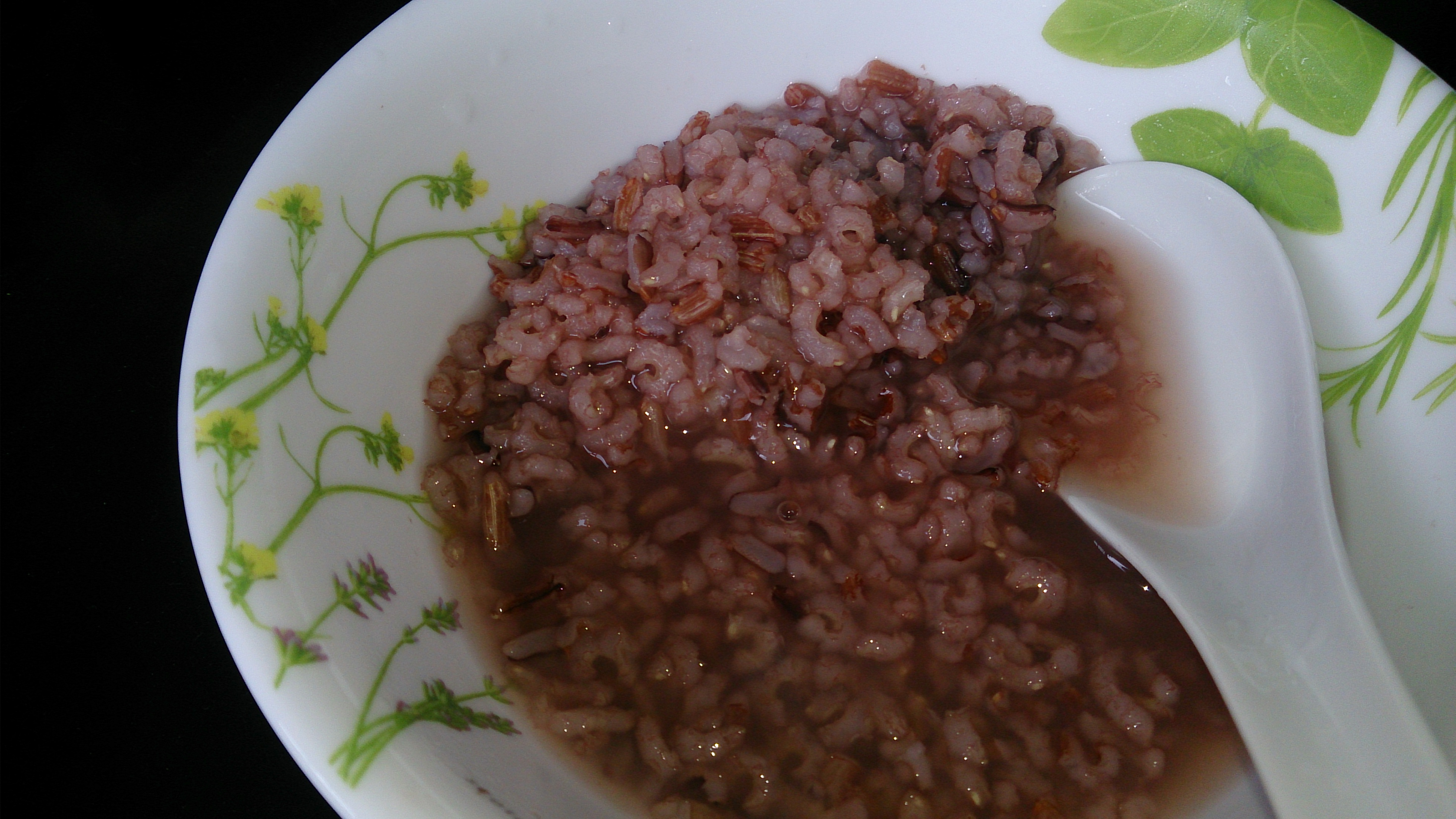
Gachas de arroz rojo.

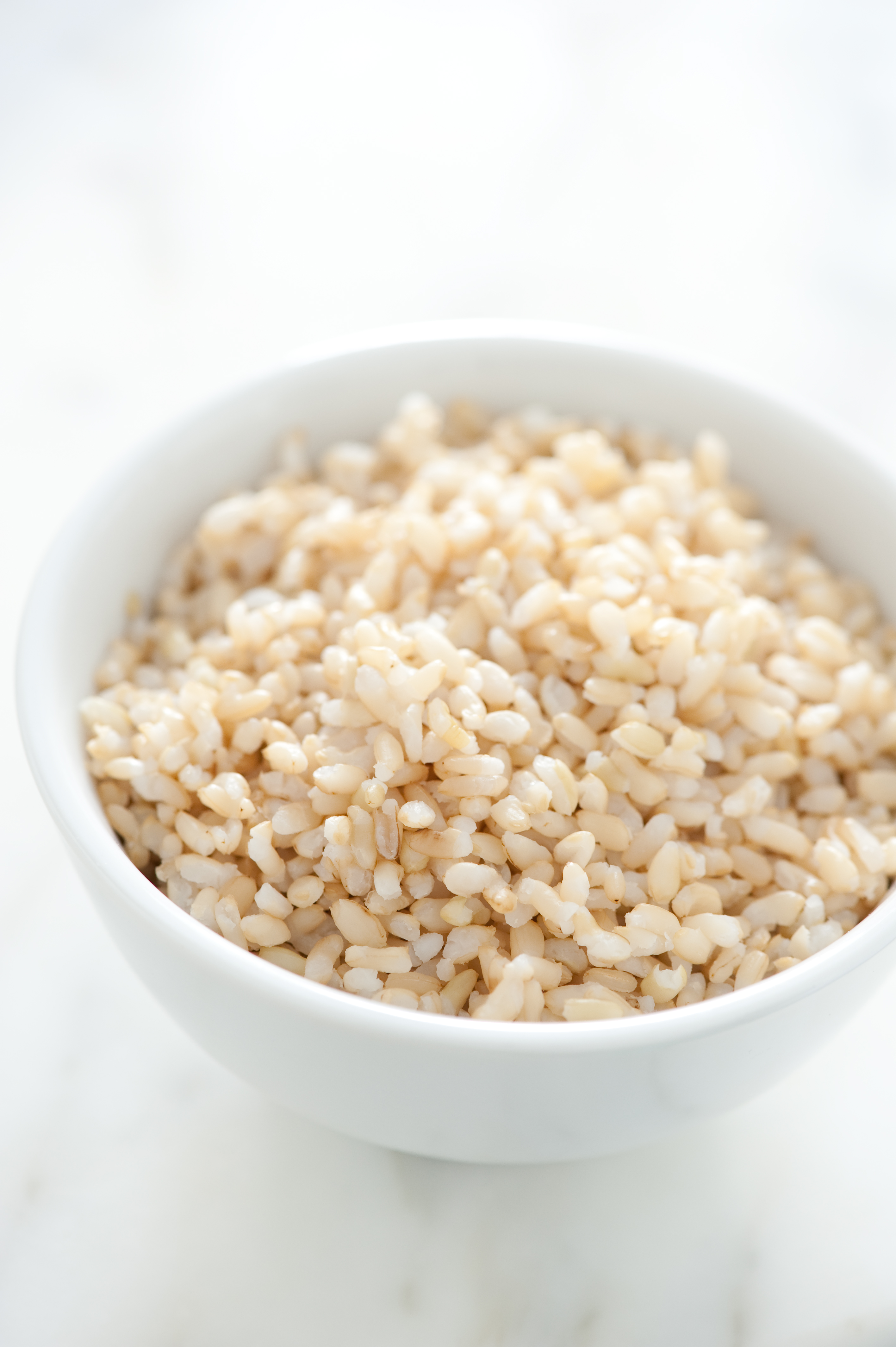
Arroz de Kerala vaporizado.

El arroz matta, también conocido comercialmente como arroz rosematta, arroz palakkadan o arroz rojo de Kerala (en malabar, കേരള മട്ട) es una variedad autóctona de arroz cultivada en el distrito de Palakkad de Kerala, India. Es conocido por su textura rugosa y beneficios para la salud. Es popular en las regiones indias de Kerala y el área costera de Karnataka, también en Sri Lanka, donde comúnmente se usa para hacer idlis, appams y arroz blanco. Se diferencia del arroz integral por el sabor robusto y terroso del matta, lo que lo hace adecuado para acompañar carne de cordero, de ternera o de caza.

## Origen
El arroz matta de Palakkadan fue el arroz predilecto de las dinastías reales indias Chola y Chera. Los sectores más pobres de la sociedad no tenían acceso a él ya que esta variedad se consideraba muy cara en ese momento.
El arroz matta de Kerala ha sido históricamente popular debido a su rico y único sabor. Se utiliza en la preparación de aperitivos de arroz como kondattam o murukku. Se pueden encontrar referencias al matta en la obra Rice in Kerala, escrita por el Sr. Sahadevan y publicado por el Gobierno de Kerala en 1966. El arroz se menciona en clásicos tamiles como el Tirukkuṟaḷ. Durante las épocas Chera y Chola (hasta el siglo XII), el arroz se consideraba comida de reyes. Las clases trabajadoras comían más comúnmente chama (un tipo de cereal más barato).

## Cultivo y comercio
El arroz matta de Kerala se cultiva en Kerala y Karnataka en el sur de la India. El arroz matta les da a los agricultores de Kerala una prima alrededor de ₹ 300 INR por 500 kg de arroz. En febrero de 2011 se levantó parcialmente una prohibición de tres años sobre la exportación de arroz matta, lo que permitió exportar 25.000 toneladas en 2011.
El arroz matta de Palakkadan se cultiva en suelo negro regur, un tipo de tierra muy arcillosa, negra y densa, también llamado en inglés black cotton soil ('suelo de algodón negro') porque es ideal para el cultivo de la planta del algodón. Este suelo se encuentra en el distrito de Palakkad en Kerala. El arroz tiene un sabor terrenal distintivo debido al tipo de suelo en el que se cultiva. Estos arrozales se llaman localmente poonthalpadam y el suelo contiene mucha arcilla y limo. Debido a estas cualidades, este tipo de arrozales pueden retener más agua.

## Características
Los granos son de color rosa amarillento (por estar vaporizado) con capas externas rojizas. El arroz matta rosa mantiene su tono rosado así como su sabor al cocinarse. Como todo el arroz integral o vaporizado, el matta rojo tiene un tiempo de cocción prolongado y requiere más agua.

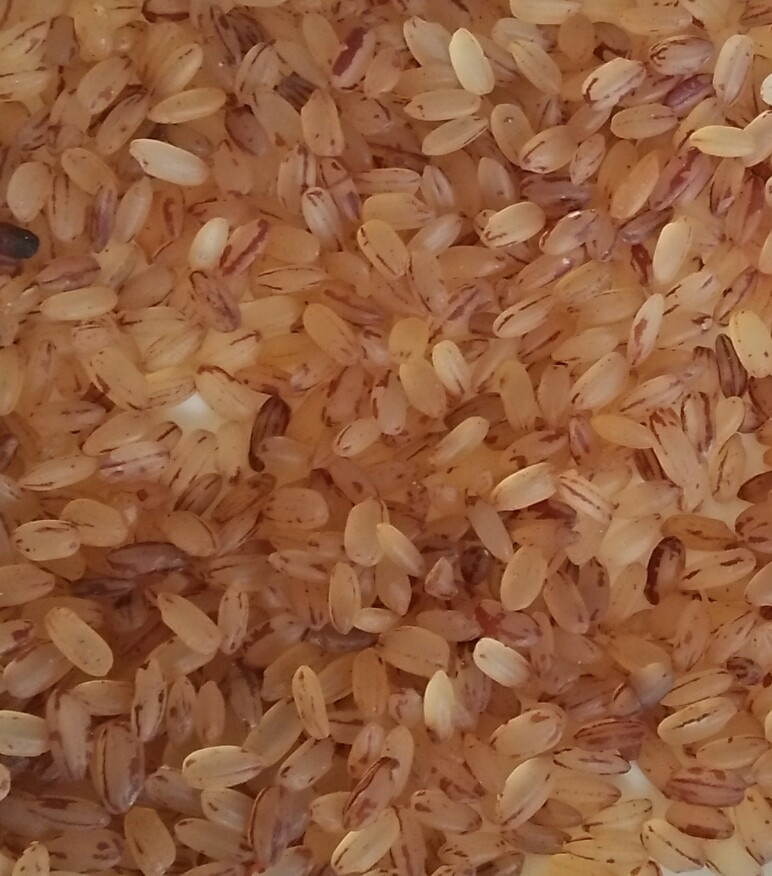
Detalle del arroz matta de Kerala o de Palakkadan.

### Unicidad
El arroz matta Palakkadan está registrado bajo la Ley de Indicaciones Geográficas de Mercancías de 1999 por la Palakkad Matta Farmers Producer Company Ltd. Es una variedad de arroz con granos gruesos y pericarpio rojo. El arroz grueso con pericarpio rojo por sí solo asegura un alto contenido de nutrientes. El hervido parcial del arroz asegura aún más la retención del valor nutricional. Los granos se cultivan en un suelo único de algodón negro o agua, derivado de rocas ricas en cal peculiar de Palakkad, también en Poonthalpadam, donde el suelo es pesado, pues contiene un 60-80% de arcilla y limo, y posee baja permeabilidad y alta capacidad de retención de agua. Estos suelos, sumados al clima húmedo de Palakkad, los vientos que soplan del este y a los ríos que fluyen desde los Ghats occidentales este, hacen que este arroz posea un sabor único.

### Preparación
El arroz vaporizado es más duro que el arroz blanco y necesita unos treinta minutos de remojo antes de cocinarlo. Tradicionalmente, el arroz matta se cocina por doble. 

El arroz se lava en una cacerola grande y se deja en remojo de 1 hora a toda la noche. El arroz se escurre y se cuece a fuego lento con 4 a 8 partes de agua durante 30 minutos. Luego se cubre y se deja durante 15 a 20 minutos. Se sala el arroz y se hierve durante otros 15 a 20 minutos o hasta que esté cocido. Finalmente, se escurre y se deja tapado durante 10 a 15 minutos más antes de servir.

## Calidad
El arroz se limpia y se despega a fondo antes del proceso de hervido y secado. Finalmente, se pasa el arroz por una criba para eliminar roturas y nuevamente se clasifica por color en máquinas clasificadoras computarizadas y se empaca.

## Nutrición
El arroz matta de Palakkadan es más nutritivo que el arroz blanco pulido porque el vaporizado previo de la molienda retiene ciertos nutrientes. Una taza de 1⁄4 de tamaño puede contener 160 cal y 1 g de fibra, mientras que el arroz blanco no contiene fibra. La capa exterior marrón del arroz matta contiene muchos nutrientes y el arroz blanco se elabora puliendo esta valiosa capa. Una taza de arroz matta puede contener 84 mg de magnesio y un gramo de calcio. También contiene vitaminas.

## Falsificación
Un grave peligro para la salud es la amplia disponibilidad de  falso arroz matta coloreado artificialmente. El color agregado para este propósito puede ser perjudicial para el organismo. Hay quejas de que estas variedades se distribuyen ampliamente a través de los sistemas de distribución pública subvencionada de los que dependen en gran medida las clases más humildes.